# Before I Self Destruct
Before I Self Destruct – czwarty solowy album amerykańskiego rapera 50 Centa. Został wydany 16 listopada 2009 roku.
"BISD" sprzedał się w ponad 436 000 egzemplarzy w Stanach Zjednoczonych. 21 stycznia 2010 roku album zyskał certyfikat złotej płyty, przyznany mu przez RIAA za sprzedaż ponad 500 000 kopii.

## Lista utworów
| #                                      | Tytuł                           | Gościnnie  | Producent              | Czas |
| -------------------------------------- | ------------------------------- | ---------- | ---------------------- | ---- |
| 1                                      | "The Invitation"                |            | Ty Fyffe               | 2:54 |
| 2                                      | "Then Days Went By"             |            | Lab Ox, Vikaden        | 3:44 |
| 3                                      | "Death to My Enemies"           |            | Dr. Dre, Mark Batson   | 3:46 |
| 4                                      | "So Disrespectful"              |            | Tha Bizness            | 3:39 |
| 5                                      | "Psycho"                        | Eminem     | Dr. Dre                | 4:45 |
| 6                                      | "Hold Me Down"                  |            | Team Ready, J Keys     | 3:19 |
| 7                                      | "Crime Wave"                    |            | Team Demo              | 3:44 |
| 8                                      | "Stretch"                       |            | Rick Rock              | 4:07 |
| 9                                      | "Strong Enough"                 |            | Nascent, QB Da Problem | 3:02 |
| 10                                     | "Get It Hot"                    |            | Black Key              | 2:59 |
| 11                                     | "Gangsta's Delight"             |            | Havoc                  | 3:14 |
| 12                                     | "I Got Swag"                    |            | Dual Output            | 3:34 |
| 13                                     | "Baby by Me"                    | Ne-Yo      | Polow da Don           | 3:33 |
| 14                                     | "Do You Think About Me"         |            | Rockwilder             | 3:26 |
| 15                                     | "Ok, You're Right"              |            | Dr. Dre, Mark Batson   | 3:04 |
| Dodatkowy utwór                        |                                 |            |                        |      |
| 16                                     | "Could've Been You"             | R. Kelly   | DJ Khalil, Chin Injeti | 4:20 |
| Dodatkowe utwory dostępne przez iTunes |                                 |            |                        |      |
| 17                                     | "Flight 187"                    |            | Phoenix                | 4:10 |
| 18                                     | "Baby by Me (original version)" | Jovan Dais | Polow da Don           | 3:33 |
| 19                                     | "Man's World"                   |            | Play-n-Skillz          | 2:51 |

## Historia wydania
| Kraj              | Data              | Wydawnictwo             | Format                       |
| ----------------- | ----------------- | ----------------------- | ---------------------------- |
| Stany Zjednoczone | 16 listopada 2009 | Interscope Records      | Digital download             |
| Niemcy            | 13 listopada 2009 | Universal Music         | CD, CD+DVD, digital download |
| Stany Zjednoczone | 16 listopada 2009 | Interscope Records      | CD                           |
| Wielka Brytania   | 16 listopada 2009 | Polydor Records         | CD, digital download         |
| Francja           | 16 listopada 2009 | Interscope Records      | CD, digital download         |
| Japonia           | 18 listopada 2009 | Universal International | CD, digital download         |
| Brazylia          | 27 listopada      | Universal Music         | CD, digital download         |

## Pozycja na listach
| Lista (2009)                    | Pozycja |
| ------------------------------- | ------- |
| Australian Albums Chart         | 19      |
| Austrian Albums Chart           | 41      |
| Belgian Albums Chart (Flandria) | 34      |
| Belgian Albums Chart (Walonia)  | 47      |
| Canadian Albums Chart           | 11      |
| Dutch Albums Chart              | 54      |
| European Top 100 Albums         | 22      |
| French Albums Chart             | 15      |
| Offizielle Deutsche Charts      | 36      |
| Irish Albums Chart              | 18      |
| Italian Charts Chart            | 67      |
| New Zealand Albums Chart        | 35      |
| Swiss Albums Chart              | 13      |
| UK Albums Chart                 | 22      |
| Billboard 200                   | 5       |
| Top R&B/Hip-Hop Albums          | 1       |
| Top Rap Albums                  | 1       |